# Francesc Joan Bodí Beneyto
Francesc Joan Bodí Beneyto, literàriament conegut com a Francesc Bodí o Francesc J. Bodí (Agres, 30 d'agost 1963), és escriptor i professor de filosofia en la Universitat de València. Actualment, imparteix classes en l'Institut Pare Vitòria a la ciutat d'Alcoi, i ensenya valors, filosofia i psicologia.
Ha tingut una activitat literària intensa i des de 1995 ha publicat diverses novel·les, moltes de les quals han estat premiades, i és una de les figures més importants de la narrativa valenciana actual.

## Obra
- 1995 Volves i olives (Bullent)[4]
- 1995 Passions apòcrifes (Bullent)[4]
- 1997 Guerres perdudes (Edicions 62)
- 2000 L'infidel (Bromera)
- 2000 El cos del delicte (Bullent)
- 2006 Havanera (Bromera)
- 2008 El soroll de la resta (Bromera)[5]
- 2016 La passejadora de gossos (Bromera)[6]
- 2021 L'única veritat (Lletra Impresa)

## Premis
- 1992 Premi Ciutat de Novelda de narrativa curta.
- 1994 Premi Enric Valor de Narrativa juvenil per Volves i olives[4]
- 1995 Premi Alambor per Cruïlla
- 1996 Premi Joanot Martorell de narrativa de Gandia per Guerres perdudes[1]
- 1998 Premi de la Crítica dels Escriptors Valencians de narrativa per Guerres perdudes[1]
- 1999 Premi Enric Valor per El cos del delicte[1]
- 1999 Enric Valor de novel·la de la Diputació d'Alacant per L'infidel[1]
- 2001 Premi de la Crítica dels Escriptors Valencians de narrativa per L'infidel[1]
- 2005 Premi València-Alfons el Magnànim de narrativa per Havanera[1]
- 2007 Premi de la Crítica dels Escriptors Valencians per Havanera
- 2008 Premi Enric Valor d'Alacant per El soroll de la resta[5]
- 2010 X Premis de la Crítica per El Soroll de la resta
- 2015 Premi Ciutat de València, La passejadora de gossos[6]